# Paraphthonia
Genre
Paraphthonia est un genre d'insectes lépidoptères de la famille des Riodinidae.

## Dénomination
Le nom Paraphthonia leur a été donné par Hans Ferdinand Emil Julius Stichel en 1910.
Ils résident en Amérique du Sud, au Pérou.

## Liste des espèces
- Paraphthonia cteatus Seitz, 1917
- Paraphthonia molione (Godman, 1903)

### Source
- Paraphthonia sur funet